# 帝国憲法付加法

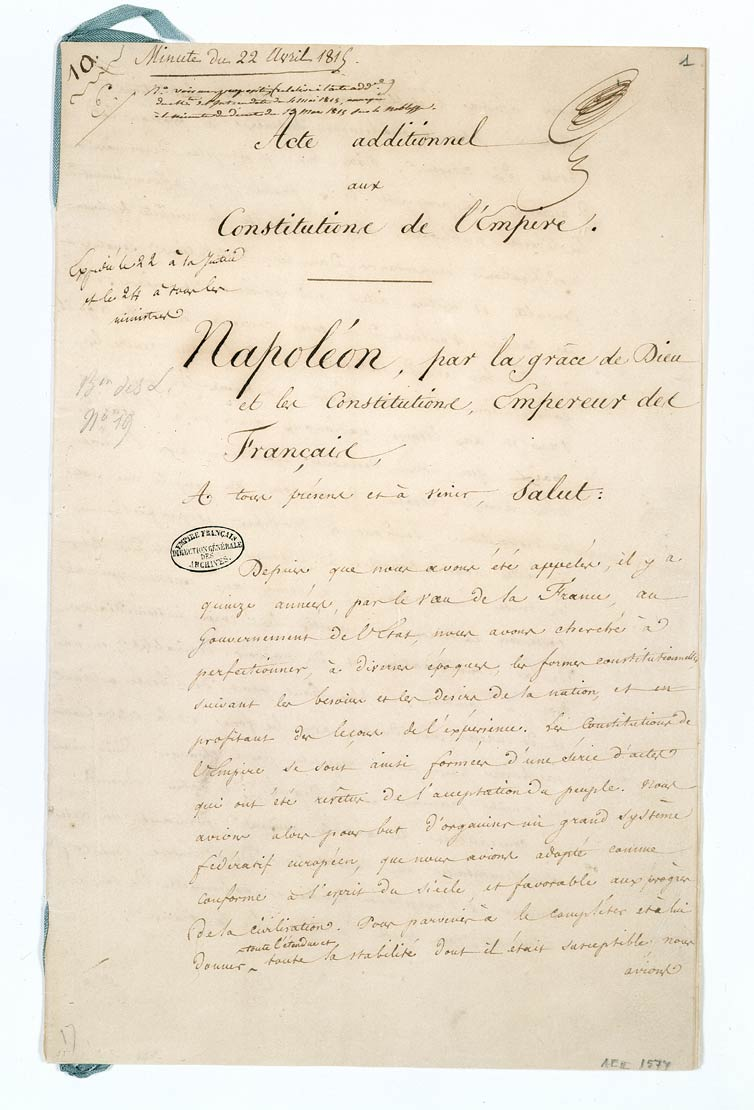
帝国憲法付加法

帝国憲法付加法（フランス語: Acte additionnel aux constitutions de l'Empire）は、エルバ島への追放から帰還したナポレオン1世の要請でバンジャマン・コンスタンが起草したフランスの憲法である。1815年4月22日採択。「付加法」という名称は、この憲法がそれまでのナポレオン時代の諸憲法（共和暦8年憲法、共和暦10年憲法および共和暦12年憲法）を全面改正する修正条項であるという建前によるものである。付加法はナポレオン時代の憲法よりも王政復古に際してルイ18世が定めた1814年憲章に類似するが、憲章の存在には触れていない。住民5,000人未満のコミューンの首長を公選制にするなど、今までになかった諸権利をフランス人民に与えており、かなり自由主義的であった。

## 制定過程
エルバ島から帰還して百日天下を開始したナポレオンにとっては第一帝政の復元は不可能であり、自由主義者のバンジャマン・コンスタンに新憲法の起草を依頼した。新憲法は1815年6月1日のプレビシットで約130万の賛成票を得て承認されたが、500万人以上の有権者が棄権した。シャン・ド・マルスで憲法公布式が行われたが、その直後のナポレオン没落によりほとんど実施されなかった。

## 基本原理
立法権は皇帝と二院制議会とが共同行使するものとされた。貴族院は勅任かつ世襲の議員からなり、代議院は各県の選挙人会によって選出された任期5年の議員629人からなるものとされた。大臣は政府の行為について責任を負うものとされた。自由主義的改革として、諸権利の保障や検閲の廃止がうたわれた。結局、両議院は1815年6月3日から7月7日までの1か月余しか開会されなかった。